# Большак Василь Григорович
Васи́ль Григо́рович Больша́к (23 квітня 1922, Безуглівка — 17 грудня 1988, Дубулти) — український радянський письменник; член Спілки письменників України з 1957 року. Депутат Верховної Ради УРСР 9-го скликання (в 1975—1980 роках). Член Ревізійної комісії КПУ в 1976—1981 роках.

## Біографія
Народився 23 квітня 1922 року в селі Безуглівці (нині Броварський район Київської області, Україна) в селянській сім'ї. Після закінчення семирічної школи, у 1937 році навчався в Українському комуністичному газетному училищі імені Островського в Харкові; у 1938—1940 роках — у Харківській школі політичної освіти. Потім був курсантом військово-медичного училища.

Надгробок.

У 1941—1945 роках проходив військову службу в Червоній армії. Під час німецько-радянської війни був старшим військовим фельдшером терапевтичного польового рухомого госпіталю, командиром санітарного взводу 60-ї армії. Член ВКП (б) з 1943 року.
З 1945 року працював кореспондентом обласної газети «Київська правда». У 1946 році — слухач курсів газетних працівників при ЦК КП(б)У. У 1946—1950 роках — завідувач відділу Ізмаїльської обласної газети «Придунайська правда». У 1950—1953 роках — слухач Вищої партійної школи при ЦК Компартії України.
У 1953—1962 роках — завідувач відділу республіканської газети «Колгоспне село», відповідальний секретар редакції журналу «Советская Украина», заступник редактора, відповідальний редактор журналу ЦК ЛКСМУ «Дніпро». У 1962—1972 роках — головний редактор журналу «Україна». З 1 вересня 1972 року по 10 грудня 1979 року — голова Державного комітету Ради Міністрів Української РСР по кінематографії. У 1979—1985 роках — головний редактор журналу «Український театр».
Помер 17 грудня 1988 року в латвійському місті Дубултах. Похований у Києві на Байковому кладовищі (ділянка № 52) разом з дружиною та донькою.

## Творчість
Провідна тема творчості — життя колгоспного села. Автор книг нарисів, документальних повістей, романів:
- «На мирній землі» (1952);
- «Про тих, хто в полі» (1955);

Обкладинка книги

- «Друзі Андрія Степановича» (1956);
- «На землі поліській» (1957);
- «Сила молода» (1957);
- «Поїдем за Десну» (1959);
- «Рідні простори мої» (1959);
- «Весна-красна» (1959);
- «Слово про подолянку» (1960);
- «Співати в гаю солов'ям» (1960);
- «Вадим» (1961);
- «Янгол із Терешок» (1962);
- «Образа» (1962);
- «Комісія» (1962);
- «Вас викликає вчителька» (1962);
- «Провідник у безодню» (1962);
- «Глибокий яр» (1964);
- «Тютюн іде на пенсію» (1965);
- «Вернісаж» (1965);
- «Дітям не дозволяється» (1966);
- «Гусак на Бродвеї» (1967);
- «Аста ла віста» (1967);
- «Щедрик-ведрик» (1969);
- «Геліос — бог сонця» (1974);
- «Провідник в бездну» (1974);
- «Не журіться, професоре» (1978);
- «Осінь пахне медами» (1981);
- «Не проспати роси» (1982);
- «Солодка нива» (1984);
- «Законна дружина» (1986).

Окремі твори перекладені російською, литовською, німецькою та іншими мовами.

## Відзнаки
Нагороджений:
- орденами: трьома Трудового Червоного Прапора, Червоної Зірки (16 травня 1945), Вітчизняної війни I (6 листопада 1985) та II (6 квітня 1985) ступенів;
- медалями: «За відвагу» (18 жовтня 1943), «За перемогу над Німеччиною у Великій Вітчизняній війні 1941—1945 рр.» (9 травня 1945)[1], «За трудову відзнаку» (24 листопада 1960; за видатні заслуги в розвитку радянської літератури і мистецтва та у зв'язку з декадою української літератури і мистецтва в місті Москві)[2].

Лауреат Республіканської премії імені Ярослава Галана (1967, за статті в книзі «Гусак на Бродвеї»).